# Adoretus fuscoseriatus
Adoretus fuscoseriatus är en skalbaggsart som beskrevs av Ohaus 1914. Adoretus fuscoseriatus ingår i släktet Adoretus och familjen Rutelidae. Inga underarter finns listade i Catalogue of Life.